# La Ribera (Fuensanta de Martos)
La Ribera es una aldea constituida como pedanía del municipio de Fuensanta de Martos (Jaén), al suroeste de la localidad de Fuensanta. Su código postal es 23616. También es conocida como Vadohornillo o Las Veletas, al ser los dos núcleos donde históricamente se situó (no simultáneamente) la Casa de Correos.

## Población
Se trata de un poblamiento rural disperso intercalar, articulado a lo largo de la carretera que lo atraviesa, dispuesta en buena parte de su trazado siguiendo el curso del río de La Virgen. Se compone de unos nueve núcleos o cortijadas: El Pilar de Reyes, Huerta del Monte, Los Cortijillos, Las Veletas, La Castillería, Vadohornillo, Pedro Juan, El Arenal y La Venta del Papero (y alrededores de La Venta). En 2018 tenía 85 habitantes.

## Geografía
Se encuadra en un valle avenado por el Río de La Virgen (o arroyo de la Fuensanta o de la Umbría) y por el río Grande (que procede de Valdepeñas de Jaén), uniéndose ambos en la zona de La Venta para conformar el río Víboras, el cual vierte sus aguas en el embalse del Víboras, en la vecina localidad de Las Casillas. Un paraje destacado del río Grande se halla en el Charco de la Yegua, donde se produce un remanso que llega a alcanzar los 2 metros de profundidad, por lo que en el estío se convierte en zona de nado y ocio.  Entre los promontorios que rodean y constituyen al valle destacan el Cerro del Algarrobo (794 m), Cerro Rozado (777 m), Cerro Gata (755 m), Cerro del Pilar de Reyes (721 m), Cerro del Acebuche (699 m), Cerro Obrero (682 m), entre otros.

## Patrimonio
Aparte de escasos restos arqueológicos diseminados que prueban un asentamiento antiguo, destaca el yacimiento ibérico y torre del Algarrobo. 
Respecto al patrimonio religioso, constituye una seña de identidad ribereña la Ermita de la Virgen del Carmen, inaugurada en 1954 y situada en Las Veletas. En torno a ella se celebra anualmente una romería y fiestas alrededor del 16 de julio.
También son de destacar los veneros que históricamente han abastecido a la vecindad, como el Pilar de Reyes o el Pilar del Villarejo.
En cuanto a patrimonio natural, son reseñables las riberas de álamos y olmos de ambos ríos, o la zona de vetustas nogueras que se sitúa alrededor de Las Veletas.